# Cupedora meridionalis
Cupedora meridionalis är en snäckart som först beskrevs av Gerard Kalshoven Gude 1903.  Cupedora meridionalis ingår i släktet Cupedora och familjen Camaenidae. Inga underarter finns listade i Catalogue of Life.